# Elecciones generales de San Vicente y las Granadinas de 1972
Elecciones generales tuvieron lugar en San Vicente y las Granadinas el 7 de abril de 1972. El resultado fue un empate entre el Partido Laborista de San Vicente el Partido Político del Pueblo, los cuales ambos obtuvieron seis escaños. A pesar de ser un exmiembro del Partido Laborista, el cual recibió la mayoría de los votos, el único candidato independiente James Fitz-Allen Mitchell formó un gobierno de coalición con el Partido Político del Pueblo. La participación electoral fue de 75.6%.

## Resultados
| Partido                             | Votos  | %    | Escaños | +/–   |
| ----------------------------------- | ------ | ---- | ------- | ----- |
| Partido Laborista de San Vicente    | 16 108 | 50,4 | 6       | 0     |
| Partido Político del Pueblo         | 14 507 | 45,4 | 6       | +3    |
| Independientes                      | 1 330  | 4,2  | 1       | Nuevo |
| Votos en blanco/nulos               | 344    | –    | –       | –     |
| Total                               | 32 389 | 100  | 13      | +4    |
| Electores registrados/participación | 42 707 | 75,6 | –       | –     |
| Fuente: Nohlen                      |        |      |         |       |